# Agrypon flavomaculatum
Agrypon flavomaculatum är en stekelart som beskrevs av Wang 1984. Agrypon flavomaculatum ingår i släktet Agrypon och familjen brokparasitsteklar. Inga underarter finns listade i Catalogue of Life.